# Aeropuerto Regional de Sioux Falls
El Aeropuerto Regional de Sioux Falls (IATA: FSD, OACI: KFSD, FAA LID: FSD) (del inglés: Sioux Falls Regional Airport), también conocido como Joe Foss Field,  es un aeropuerto de uso público y militar a tres millas al noroeste de Sioux Falls, Dakota del Sur, Estados Unidos.  Recibe su nombre en honor al aviador y nativo de Sioux Falls Joe Foss, quien más tarde se desempeñó como el vigésimo gobernador de Dakota del Sur (1955-1959).
El Plan Nacional de Sistemas Aeroportuarios Integrados para 2011-2015 lo categorizó como un aeropuerto de servicio comercial primario ya que tiene más de 10,000 embarques de pasajeros por año. Los registros de la Administración Federal de Aviación dicen que el aeropuerto tuvo 423,288 embarques en el año calendario 2011, un aumento del 18.92% de los 355,939 en 2010.
La Estación de la Guardia Nacional Aérea Joe Foss Field es el hogar de la Sede de la Guardia Nacional Aérea de Dakota del Sur y su 114.º Ala de Cazas (114 FW). El 114 FW es una unidad del Comando de Combate Aéreo conocida como "Lobos Combatientes" y opera aviones F-16C/D. El Ayudante General de Dakota del Sur tiene su base en Camp Rapid en Rapid City, Dakota del Sur, pero la Guardia Nacional Aérea de Dakota del Sur tiene su sede en el 114 FW.

## Instalaciones
Joe Foss Field cubre 635 ha (1570 acres) a una altitud de 436 m (1430 pies). Tiene tres pistas de aterrizaje de concreto: 3/21 de 2743 x 46 m (9000 por 150 pies), 15/33 de 2438 x 46 m ( 8000 por 150 pies) y 9/27 de 3148 por 75 pies (960 x 23 m) por 150 pies. Tiene un helipuerto de asfalto, H1, de 15 x 15 m (50 por 50 pies).
La terminal tiene siete puertas, todas con pasarela de acceso a aeronaves. Cinco puertas pueden acomodar hasta un Airbus A320 o un Boeing 737, la puerta número 5 puede acomodar hasta un Boeing 757 y la puerta número 2 solo puede acomodar un CRJ 200 o ERJ-145. Las instalaciones de CBP existen para uso de aviación general y carga, pero no se aceptan grandes vuelos chárter ni vuelos regulares de pasajeros.
En 2017, el aeropuerto tuvo 73,221 operaciones de aeronaves, un promedio de 201 por día: 38% taxis aéreos, 39% aviación general, 16% aerolíneas y 7% militares. En ese momento, 111 aeronaves estaban basadas en este aeropuerto: 49.5% monomotores, 31% multimotores, 16% militares y 4% jets.

## Aerolíneas y destinos

### Pasajeros
| Aerolíneas        | Destinos |
| ----------------- | --- |
| Allegiant Air     | Fort Lauderdale, Las Vegas, Nashville, Orlando/Sanford, Phoenix/Mesa, San Petersburgo/Clearwater Estacional: Los Ángeles, Punta Gorda (FL), San Diego |
| American Airlines | Dallas/Fort Worth |
| American Eagle    | Chicago–O'Hare, Dallas/Fort Worth, Phoenix–Sky Harbor                                                                                                 |
| Delta Air Lines   | Atlanta, Mineápolis/St. Paul |
| Delta Connection  | Mineápolis/St. Paul |
| Frontier Airlines | Denver |
| United Airlines   | Denver Estacional: Chicago–O'Hare |
| United Express    | Chicago–O'Hare, Denver |

### Carga
| Aerolíneas                                    | Destinos |
| --------------------------------------------- | --- |
| Alpine Air Express                            | Aberdeen, Fargo, Mobridge, Rapid City, Watertown |
| Castle Aviation                               | Akron/Canton |
| Encore Air Cargo operado por Bemidji Airlines | Aberdeen, Fargo, Pierre, Rapid City, Watertown, Winner                                                                                                   |
| FedEx Express                                 | Indianápolis, Madison, Memphis |
| FedEx Feeder operado por CSA Air              | Aberdeen, Pierre, Watertown |
| FedEx Feeder operado por Empire Airlines      | Rapid City |
| FedEx Feeder operado por Mountain Air Cargo   | Cedar Rapids/Iowa City, Indianápolis |
| Martinaire                                    | Fargo |
| UPS Airlines                                  | Calgary, Chicago/Rockford, Denver, Des Moines, Fargo, Kansas City, Louisville, Oklahoma City, Ontario, Sacramento–Mather Estacional: Mineápolis/St. Paul |